# 梁昌汉
梁昌汉（1917年10月—2004年10月27日），男，安徽霍山人，中华人民共和国政治人物，曾任青海省卫生厅厅长、党组书记，青海省人大常委会副主任。